# Слевинский сельсовет
Слевинский сельсовет — упразднённые административно-территориальная единица и муниципальное образование со статусом сельского поселения в составе Макушинского района (с июля 2020 года муниципального округа) Курганской области России. 
Административный центр — село Слевное.

## История
В соответствии с Законом Курганской области от 6 июля 2004 года № 419 сельсовет наделён статусом сельского поселения.
Законом Курганской области от 27 июня 2018 года N 65, в состав Чебаковского сельсовета были включены все населённые пункты упразднённых Басковского, Мартинского и Слевинского сельсоветов.

## Население
| 2002 | 2010 | 2012 | 2013 | 2014 | 2015 | 2016 |
| ---- | ---- | ---- | ---- | ---- | ---- | ---- |
| 296  | ↘226 | ↘214 | ↘202 | ↗203 | ↘202 | ↘196 |
| 2017 | 2018 |      |      |      |      |      |
| ↘192 | ↘182 |      |      |      |      |      |

## Состав сельского поселения
| № | Населённый пункт | Тип населённого пункта       | Население |
| - | ---------------- | ---------------------------- | --------- |
| 1 | Слевное          | село, административный центр | ↘182      |